# Axel Salander
Alexander „Axel“ Salander (* 6. September 1955 in München) ist ein ehemaliger deutscher Leichtathlet.

## Werdegang
Der für die LG Wedel-Pinneberg antretende Salander kam im Weitsprung am 29. August 1976 in Ludwigshafen auf 7,94 Meter, steigerte dadurch seine Bestleistung um 30 Zentimeter und wurde in Ludwigshafen deutscher Jugendmeister. Die 7,94 Meter waren zugleich die Bestweite seiner Laufbahn sowie schleswig-holsteinischer Landesrekord.
Über 400 Meter Hürden stellte er am 18. Juni 1978 in Köln mit einer Zeit von 50,29 Sekunden ebenfalls einen schleswig-holsteinischen Landesrekord auf und war am 25. Februar 1978 als Mitglied der 4-mal-400-Meter-Staffel der LG Wedel-Pinneberg an einer weiteren Bestmarke des Schleswig-Holsteinischen Leichtathletik-Verbands beteiligt. Seine 47,96 Sekunden über 400 Meter standen bis Februar 2009 als Hallen-Landesrekord Schleswig-Holsteins in der Bestenliste.
Bei den deutschen Meisterschaften 1978 wurde Salander über 400 Meter Hürden mit 50,48 Sekunden Dritter. Im August 1978 nahm er an den Europameisterschaften in Prag teil. Im EM-Vorlauf lief er über 400 Meter Hürden 50,55 Sekunden und im Zwischenlauf 51,63 Sekunden.
Am Jahresende 1980 verließ er die LG Wedel-Pinneberg und wechselte zu Bayer Leverkusen. In den Leverkusener Farben wurde Salander 1983 mit einer Zeit von 50,50 Sekunden deutscher Vizemeister über 400 Meter Hürden. 1984 kehrte er zur LG Wedel-Pinneberg zurück.
Seine Tochter Imke wurde ebenfalls Leichtathletin und als solche eine der besten Mittelstreckenläuferinnen in Norddeutschland. Sohn Kai Salander wurde 800-Meter-Läufer. Beruflich wurde Axel Salander, der sein Studium der Rechtswissenschaft am St. John’s College in Oxford abschloss, als Rechtsanwalt tätig, arbeitete als solcher in Hamburg, ab 1987 in London und ab 1994 in Deutschland mit Spezialgebiet Schifffahrtsrecht.